# Wereldkampioenschap shorttrack 2006 (individueel)
Het Wereldkampioenschap shorttrack 2006 (individueel) werd van 29 t/m 31 maart 2006 verreden in Minneapolis (Verenigde Staten). Titelverdediger bij de mannen was Ahn Hyun-soo en bij de vrouwen Jin Sun-yu, beiden afkomstig uit Zuid-Korea.

## Eindklassement

### Mannen
|        | Naam                    | Land | pnt |
| ------ | ----------------------- | ---- | --- |
| Goud   | Ahn Hyun-soo            | KOR  | 68  |
| Zilver | Lee Ho-suk              | KOR  | 60  |
| Brons  | François-Louis Tremblay | CAN  | 55  |
| 4      | Charles Hamelin         | CAN  | 47  |
| 5      | Li Haonan               | CHN  | 29  |
| 6      | Oh Se-jong              | KOR  | 26  |
| 7      | Nicola Rodigari         | ITA  | 15  |
| 8      | Baoku Sui               | CHN  | 11  |
| 9      | Rusty Smith             | USA  | 8   |
| 10     | Fabio Carta             | ITA  | -   |
| 13     | Niels Kerstholt         | NED  |     |
| 17     | Wim De Deyne            | BEL  |     |

### Vrouwen
|        | Naam                  | Land | pnt |
| ------ | --------------------- | ---- | --- |
| Goud   | Jin Sun-yu            | KOR  | 102 |
| Zilver | Wang Meng             | CHN  | 97  |
| Brons  | Kalyna Roberge        | CAN  | 34  |
| 4      | Tianyu Fu             | CHN  | 26  |
| 5      | Allison Baver         | USA  | 21  |
| 6      | Choi Eun-kyung        | KOR  | 15  |
| 7      | Stephanie Bouvier     | FRA  | 10  |
| 8      | Anouk Leblanc-Boucher | CAN  | 8   |
| 9      | Marta Capurso         | ITA  | 3   |
| 10     | Xiaolei Cheng         | CHN  | -   |
| 32     | Liesbeth Mau Asam     | NED  |     |

## Dag 1

### 1500 meter

#### Mannen
|        | Naam            | Land | tijd         |
| ------ | --------------- | ---- | ------------ |
| Goud   | Ahn Hyun-soo    | KOR  | 2.20,572     |
| Zilver | Lee Ho-suk      | KOR  | 2.20,581     |
| Brons  | Oh Se-jong      | KOR  | 2.20,842     |
| 4      | Baoku Sui       | CHN  | 2.20,938     |
| 5      | Nicola Rodigari | ITA  | 2.20,988     |
| 6      | Rusty Smith     | USA  | 2.21,857     |
| 15     | Cees Juffermans | NED  | halve finale |
| 22     | Wim De Deyne    | BEL  | heats        |

#### Vrouwen
|        | Naam              | Land | tijd     |
| ------ | ----------------- | ---- | -------- |
| Goud   | Jin Sun-yu        | KOR  | 2.21,948 |
| Zilver | Wang Meng         | CHN  | 2.22,027 |
| Brons  | Xhoi Eun-Kyung    | KOR  | 2.22,152 |
| 4      | Allison Baver     | USA  | 2.22,200 |
| 5      | Stephanie Bouvier | FRA  | 2.23,760 |
| 6      | Marta Capurso     | ITA  | 2.24,467 |
| 7      | Tianyu Fu         | CHN  | 2.36,393 |
| 20     | Liesbeth Mau Asam | NED  | heats    |

## Dag 2

### 500 meter

#### Mannen
|        | Naam                    | Land | tijd        |
| ------ | ----------------------- | ---- | ----------- |
| Goud   | François-Louis Tremblay | CAN  | 41,439      |
| Zilver | Li Haonan               | CHN  | 41,639      |
| Brons  | Lee Ho-suk              | KOR  | 41,628      |
| 4      | Ahn Hyun-soo            | KOR  | DQ          |
| 11     | Cees Juffermans         | NED  | kwartfinale |
| 16     | Wim De Deyne            | BEL  | kwartfinale |

#### Vrouwen
|        | Naam                  | Land | tijd   |
| ------ | --------------------- | ---- | ------ |
| Goud   | Wang Meng             | CHN  | 44,006 |
| Zilver | Tianyu Fu             | CHN  | 44,070 |
| Brons  | Kalyna Roberge        | CAN  | 44,116 |
| 4      | Anouk Leblanc-Boucher | CAN  | 44,282 |
| 36     | Liesbeth Mau Asam     | NED  | heats  |

## Dag 3

### 1000 meter

#### Mannen
|        | Naam            | Land | tijd        |
| ------ | --------------- | ---- | ----------- |
| Goud   | Ahn Hyun-soo    | KOR  | 1.27,631    |
| Zilver | Lee Ho-suk      | KOR  | 1.27,864    |
| Brons  | Charles Hamelin | CAN  | 1.28,08     |
| 4      | Nicola Rodigari | ITA  | 1.28,038    |
| 5      | Rusty Smith     | USA  | 1.28,309    |
| 9      | Niels Kerstholt | NED  | kwartfinale |
| 19     | Wim De Deyne    | BEL  | kwartfinale |

#### Vrouwen
|        | Naam             | Land | tijd     |
| ------ | ---------------- | ---- | -------- |
| Goud   | Jin Sun-yu       | KOR  | 1.32,767 |
| Zilver | Wang Meng        | CHN  | 1.32,874 |
| Brons  | Kalyna Roberge   | CAN  | 1.33,204 |
| 4      | Xiaolei Cheng    | CHN  | DQ       |
| 32     | Annita van Doorn | NED  | heats    |

### 3000 meter superfinale

#### Mannen
|        | Naam                    | Land | tijd     |
| ------ | ----------------------- | ---- | -------- |
| Goud   | Charles Hamelin         | CAN  | 5.28,105 |
| Zilver | François-Louis Tremblay | CAN  | 5.29,188 |
| Brons  | Oh Se-jong              | KOR  | 5.29,735 |
| 4      | Li Haonan               | CHN  | 5.32,194 |
| 5      | Lee Ho-suk              | KOR  | 5.56,550 |
| 6      | Baoku Sui               | CHN  | 6.08,810 |
| 7      | Nicola Rodigari         | ITA  | 6.09,817 |
| 8      | Ahn Hyun-soo            | KOR  | DQ       |

#### Vrouwen
|        | Naam              | Land | tijd     |
| ------ | ----------------- | ---- | -------- |
| Goud   | Jin Sun-yu        | KOR  | 5.33,694 |
| Zilver | Wang Meng         | CHN  | 5.34,522 |
| Brons  | Allison Baver     | USA  | 5.34,864 |
| 4      | Kalyna Roberge    | CAN  | 5.34,982 |
| 5      | Stephanie Bouvier | FRA  | 5.35,757 |
| 6      | Tianyu Fu         | CHN  | 5.54,019 |
| 7      | Choi Eun-kyung    | KOR  | 6.20,537 |

### Aflossing

#### 5000 meter mannen
|        | Naam                                                                        | Land | tijd     |
| ------ | --------------------------------------------------------------------------- | ---- | -------- |
| Goud   | François-Louis Tremblay Charles Hamelin Mathieu Turcotte Jonathan Guilmette | CAN  | 6.49,282 |
| Zilver | Ye Li Li Haonan Baoku Sui Liang Cui                                         | CHN  | 6.50,332 |
| Brons  | Alex Izykowski Anthony Lobello J.P. Kepka Jordan Malone                     | USA  | 6.51,703 |
| 4      | Oh Se-jong Ahn Hyun-soo Lee Ho-suk Song Suk-woo                             | KOR  | DQ       |

#### 3000 meter vrouwen
|        | Naam                                                      | Land | tijd     |
| ------ | --------------------------------------------------------- | ---- | -------- |
| Goud   | Wang Meng Tianyu Fu Xiaolei Cheng Mile Zhu                | CHN  | 4.17,194 |
| Zilver | Kalyna Roberge Amanda Overland Tania Vincent Alanna Kraus | CAN  | 4.17,335 |
| Brons  | Marta Capurso Arianna Fontana Karia Zinu Mara Zini        | ITA  | 4.18,834 |
| 4      | Choi Eun-kyun Byun Chun-sa Jin Sun-yu Jeon Da-hye         | KOR  | 4.21,614 |

Wereldkampioenschap shorttrack (individueel)

Champaign 1976 · 
Grenoble 1977 · 
Solihull 1978 · 
Quebec 1979 · 
Milaan 1980 · 
Meudon 1981 · 
Moncton 1982 · 
Tokio 1983 · 
Peterborough 1984 · 
Amsterdam 1985 · 
Chamonix 1986 · 
Montreal 1987 · 
St. Louis 1988 · 
Solihull 1989 · 
Amsterdam 1990 · 
Sydney 1991 · 
Denver 1992 · 
Peking 1993 · 
Guildford 1994 · 
Gjövik 1995 · 
Den Haag 1996 · 
Nagano 1997 · 
Wenen 1998 · 
Sofia 1999 · 
Sheffield 2000 · 
Jeonju 2001 · 
Montreal 2002 · 
Polen 2003 · 
Göteborg 2004 · 
Peking 2005 · 
Minneapolis 2006 · 
Milaan 2007 · 
Gangneung 2008 · 
Wenen 2009 · 
Sofia 2010 · 
Sheffield 2011 · 
Shanghai 2012 · 
Debrecen 2013 · 
Montreal 2014 · 
Moskou 2015 · 
Seoel 2016 · 
Rotterdam 2017 · 
Montreal 2018 ·
Sofia 2019 ·
Seoel 2020 ·
Dordrecht 2021 ·
Montreal 2022 ·
Seoel 2023 ·
Rotterdam 2024 ·
Peking 2025
Wereldkampioenschap shorttrack (teams)

Seoul 1991 · 
Nobeyama 1992 · 
Boedapest 1993 · 
Cambridge 1994 · 
Zoetermeer 1995 · 
Lake Placid 1996 · 
Seoel 1997 · 
Bormio 1998 · 
St. Louis 1999 · 
Den Haag 2000 · 
Nobeyama 2001 · 
Milwaukee 2002 · 
Boedapest 2003 · 
Sint-Petersburg 2004 · 
Chuncheon 2005 · 
Montreal 2006 · 
Boedapest 2007 · 
Harbin 2008 · 
Heerenveen 2009 · 
Bormio 2010 · 
Warschau 2011
Wereldkampioenschappen shorttrack junioren

Seoel 1994 ·
Calgary 1995 ·
Courmayeur 1996 ·
Marquette 1997 ·
Saint Louis 1998 ·
Montreal 1999 ·
Székesfehérvár 2000 ·
Warschau 2001 ·
Chuncheon 2002 ·
Boedapest 2003 ·
Peking 2004 ·
Belgrado 2005 ·
Miercurea Ciuc 2006 ·
Mladá Boleslav 2007 ·
Bozen 2008 ·
Sherbrooke 2009 ·
Taipei 2010 ·
Courmayeur 2011 ·
Melbourne 2012 ·
Warschau 2013 ·
Erzurum 2014 ·
Osaka 2015 ·
Sofia 2016 ·
Innsbruck 2017 ·
Tomaszów Mazowiecki 2018 ·
Montreal 2019 ·
Bormio 2020 ·
Salt Lake City 2021 ·
Gdańsk 2022 ·
Dresden 2023 ·
Gdańsk 2024 ·
Calgary 2025